# Varencya longiclava
Varencya longiclava är en skalbaggsart som beskrevs av Dewailly 1950. Varencya longiclava ingår i släktet Varencya och familjen Melolonthidae. Inga underarter finns listade i Catalogue of Life.